# Garzweiler
Garzweiler az Észak-Rajna-Vesztfáliában fekvő Jüchen települési közösség egyik területe. Az egykori települést 1984 és 1989 között felszámolták, hogy területén kialakíthassák Nyugat-Németország egyik legnagyobb külszíni lignitbányáját.

## Története
A területet először 1283-ban Gerhardswilere néven említették az egyik kölni templom okiratában. 1794-ben francia csapatok szállták meg és két évvel később megalapították az önálló Garzweiler községet. 1815-ben létrejött a garzweileri települési közösség is. 1933-ban 1563 lakosa volt. 1975-ben Jüchen települési közösséghez csatolták. Az 1970-es években kezdték tervezni a település alatt húzódó lignitmező kitermelését, ezért Garzweiler áthelyezése mellett döntöttek. 1980-ban a megtiltották a faluba való beköltözést és elkezdték a település áttelepítését a mai helyére. 1987-ben bezárt az általános iskola. 1988-ban tartották az utolsó lövészegyleti bált, és bezárták az idősek otthonát. A lakosok folyamatosan hagyták el a települést, a kiürített házakat azon nyomban lebontották. 1989-ben a neogótikus stílusban épült plébániatemplom is erre a sorsra jutott és áttelepítették a temetőt is. Az elhagyott falu utcáit egy fotóművész örökítette meg. A régi falu lakosainak 60 százaléka költözött át Neu-Garzweilerbe, a többiek máshol kerestek lakhelyet. A falu nevéből nemrég elhagyták a Neu (német: új) toldalékot és egyszerűen csak Garzweilerként említik otthonukat.

Alt-Garzweiler helye 2005-ben

## Fordítás
- Ez a szócikk részben vagy egészben a Garzweiler című német Wikipédia-szócikk ezen változatának fordításán alapul.  Az eredeti cikk szerkesztőit annak laptörténete sorolja fel. Ez a jelzés csupán a megfogalmazás eredetét és a szerzői jogokat jelzi, nem szolgál a cikkben szereplő információk forrásmegjelöléseként.